# آمال علام
آمال علام إذاعية معروفة تعمل بإذاعة صوت العرب ولها الكثير من البرامج الناجحة التي تجد صدى واسع عند جمهور الشباب ومن برامجها المميزة برنامج (المرأة والأمم المتحدة) والبرنامج الجماهيري (ماراثون الأغنيات) المذاع على الهواء إسبوعيا بإذاعة صوت العرب مع الإعلامي المعروف أحمد شريف الذي يقدم العديد من البرامج المنوعة ومنها (تراكيبو وتفاتين في محطة بنزين وأنا وحليم والبلد دي) الذي حصل على الجائزة الذهبية في برامج المنوعات في مهرجان القاهرة للإعلام العربي 2007.

## دورها في التوعية بمرض الإيدز
حاضرت الإعلامية آمال علام تحت راية برنامج الأمم المتحدة الإنمائي (UNDP) في دول عربية عن كيفية التعامل بدون تكلف مع المتعايشين مع الإيدز. واستطاعت بقوة شخصيتها وهدوئها المؤثر أن ترشد الشباب والشابات الإعلاميات عن كيفية معاملة المريض بالايدز، حينما وصل أحد المتعايشين وحكى عن عدواه التي أوصلها لزوجته البريئة، فقالت آمال أن 80% من المصابين هم من النساء في العالم العربي، لأنهن خجولات، مطيعات ولا يردن هدم المنزل على رأس الأولاد، فيضحون بصحتهن وأولادهن من أن يطلبوا من أزواجهن ارتداء الواقي بعد سفر.
وتقول إن «80% من النساء العربيات المصابات بمرض الإيدز عن طريق أزواجهن القادمين من الخارج.» وتشرح السبب أن «تربية المرأة العربية على الطاعة تمنعها من طلب زوجها فحص دمه من الإيدز ونصحه باستخدام الواقي الذكري». وتطالب «بتوعية المرأة بحقوقها والدفاع عنها لحماية نفسها وأسرتها من الأمراض».
آمال هي رئيسة قسم الشباب والأسرة في إذاعة صوت العرب في القاهرة والناشطة في البرنامج الإنمائي، عانت الناشطة الأممية في برنامجها الإذاعي من الاتهامات بالفاحشة، عندما بدأت مبكرا بالحديث في الإذاعة عن المتعايشين مع الإيدز . وهي تحث على الصورة الإيجابية في الإعلام العربي عنهم.
جاءت مشاركتها في فريق UNDP من مصر واليمن  بإلقاء محاضرات توعية للإعلاميين. آمال علام، مع الناشطين شريف عبد العزيز، وأيمن غالي. Transformational Leadership Workshop on HIV Media Messaging, Sana,a – Republic of Yemen, 13-15 October 2009،
قدم الفريق، في عدة جلسات، محاضرات عن الأساسيات العلمية للإيدز، الجهود والتحديات في اليمن، حقائق وأرقام عن الإيدز في العالم العربي، القضايا الحساسة في الإعلام العربي: الإيدز مثالا، المخدرات والإيدز، شهادات المتعايشين مع الفيروس، الإيدز في الصحافة العربية والمدونات، طبيعة الإدمان وجذوره، برنامج الـ12 خطوة ومجموعات الدعم للفئات الأكثر عرضة، عرض أفلام تسجيلية عن المتعايشين العرب مع الإيدز، السينما والإيدز، الإيدز ومخاطر الاتصال، الإيدز في السينما العالمية: الهند مثالا، الالتزام الشخصي والمبادرات.
القلق تضاعف بارتفاع معدلات الإصابة بالإيدز الأمر لذلك أقيمت حلقات التوعية بين قادة الرأي، الدين وممثلي الشعب. تعتبر آمال أن التصريحات الدينية ستلعب الدور الفاعل في رسم الصورة الإيجابية حول مرضى الإيدز. عرض فلم تسجيلي لمؤتمر الأديان في مصر عام 2004، حيث أكّد رجال الدين على انسنة مرض الإيدز أي عدم اعتباره لعنة من الله، كما ظهر، في الفلم، الشيخ د. يوسف القرضاوي يؤكد على أن الزنا فاحشة لكن إن زل الشيطان رجل أحدهم فعليه إلزام نفسه بالواقي الذكري.